# 符跃兰
符跃兰（1953年9月—），海南白沙人。女，黎族。1972年10月参加工作，1974年6月加入中国共产党。海南行政区委党校党政干部培训专科班毕业，中央党校大学学历。
历任中共广东省海南黎族苗族自治州白沙县七坊区党委副书记、妇联主任；中共海南省白沙黎族自治县委常委、琼中黎族苗族自治县委副书记兼县委党校校长、副县长、县长；海南省纪委常委、省妇联副主席；省委统战部常务副部长等职。2007年5月，任中共海南省委统战部部长。2007年9月1改任海南省人民政府副省长。2007年10月，在中国共产党第十七次全国代表大会当选中央候补委员。2013年1月，任海南省人大常委会副主任。2017年2月，辞去海南省人大常委会副主任职务。